# 布瓦阿尔诺
布瓦阿尔诺（法語：Bois-Arnault，法語發音：[bwa aʁno]）是法国厄尔省的一个市镇，属于埃夫勒区。

## 地理
布瓦阿尔诺（48°48'44"N, 0°44'14"E）面积12.9 平方千米，位于法国诺曼底大区厄尔省，该省份为法国北部内陆省份，北起滨海塞纳省，西接奧恩省和卡爾瓦多斯省，南至厄尔-卢瓦省，东临瓦兹省、瓦兹河谷省和伊夫林省。
与布瓦阿尔诺接壤的市镇（或旧市镇、城区）包括：昂伯奈、莱博德布勒特伊、谢龙维利耶、吕格勒。

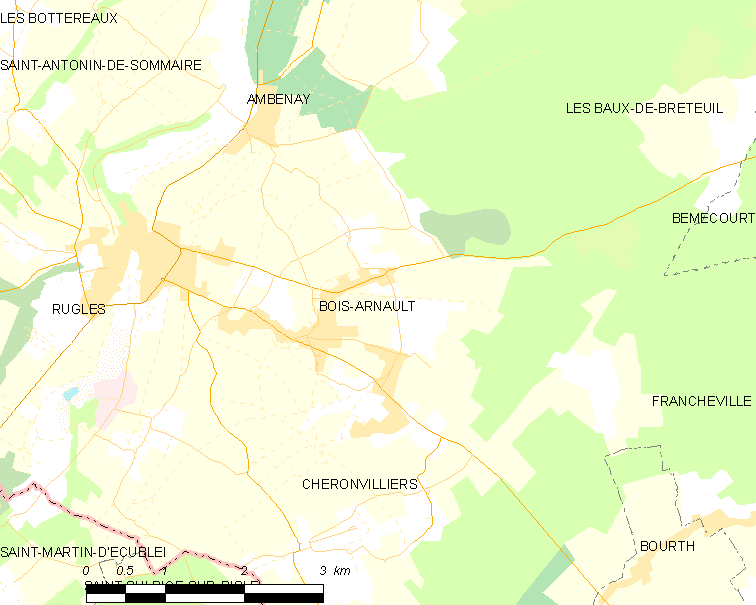
布瓦阿尔诺的OSM定位图

布瓦阿尔诺的时区为UTC+01:00、UTC+02:00（夏令时）。

## 行政
布瓦阿尔诺的邮政编码为27250，INSEE市镇编码为27069。

## 政治
布瓦阿尔诺所属的省级选区为布勒特伊县。

## 人口

1962-2008年间布瓦阿尔诺人口变化图示

布瓦阿尔诺于2022年1月1日时的人口数量为699人。